# Wiki Loves Monuments
Wiki Loves Monuments（ウィキ・ラブ・モニュメント、WLM）は、毎年9月に開催される歴史的建造物（heritages 文化遺産）の国際写真コンテストで、ウィキペディアのコミュニティ構成員によって運営される。コンテスト参加者は各自の居住する地域にある文化財建造物や史跡などを撮影し、ウィキメディア・コモンズに投稿する。参加国の歴史的建造物に脚光を当てることが催しの趣旨である。
ウィキ・ラブ・モニュメントは2010年にオランダから始まった。翌2011年には欧州各国に広まり、最大の写真コンテストとしてギネス記録を更新した。2012年には欧州以外の国も加わり、参加国は35ヶ国に上った。

## 歴史

2012年は35カ国から参加

写真の投稿を受けてボランティアが行う作業工程を示す。データ処理はバッチ処理で半自動化されており、図解の後半三分の一で説明。この挿絵の題名は「Wiki Loves Monumentsを支える舞台裏の作業」。

ウィキ・ラブ・モニュメントは2010年当初、オランダにある国家遺産（ライクスモニュメント）の写真を対象にした。ライクスモニュメントとは、美しさ、科学的価値、文化的重要度を再認識させる建築物などを指定しており、初回は写真1万2,500点が投稿され、ドレンテ州の考古学的歴史的建造物、デン・ハーグにあるノールドアインデ宮殿、アムステルダムの運河沿いの建築物が被写体に含まれていた。
この成功は他のヨーロッパ諸国の関心を集め、2011年はヨーロッパ文化遺産の日を記念して18カ国が参加し、最終的に17万件近い写真がアップロードされると、参加者5,000人、16万8,208件の投稿写真がウィキメディア・コモンズにアップロードされた点により、世界最大の写真コンテストとしてギネス世界記録に登録された。
2012年は全世界からアンドラ、カタルーニャ州、アルゼンチン、オーストリア、ベラルーシ、ベルギー、カナダ、チリ、コロンビア、チェコ、デンマーク、エストニア、フランス、ドイツ、ガーナ、インド、イスラエル、イタリア、ケニア、ルクセンブルク、メキシコ、オランダ、ノルウェー、パナマ、フィリピン、ポーランド、ルーマニア、ロシア、セルビア、スロバキア、スペイン、南アフリカ、スウェーデン、スイス、ウクライナ、アメリカ合衆国といった30超の国と地域が正式参加を表明、インドのデリーにあるサフダル・ジャング廟の写真が35万枚の中からWLM最優秀賞に選出された。
ウィキ・ラブ・モニュメントの写真コンテスト (WLM) は2013年の開催で南極を含む6大陸に地域を拡大し、世界各地50以上の国と地域から公式に参加を得ている。2016年版のWLMはUNESCOの支援を取り付けると43の国・地域1万700人の参加者より27万7000枚の写真が提出された。

## コンテストの規定
基本的な規定は非常に単純で、参加国の委員会や撮影者に理解されやすい。参加国の委員会はモニュメントのリストを登録するについて、コンテストで使用される固有識別子を使う必要がある。また撮影者の応募は、受付期間の9月1日から30日にわたり、投稿写真に固有識別子を付けた上で直接、ウィキメディア・コモンズにアップロードする形で受理される。応募条件としてウィキメディアのプロジェクト群にアカウント登録が必須で、アカウントにログインせずに匿名で投稿はできても、コンテスト審査の対象外になる。ウィキメディア・コモンズは通常、一年を通じて写真の投稿を受け付けており、コンテストへのエントリーは9月いっぱいと期限が切られている。その上、応募写真の著作権はCC BY-SA 3.0（もしくはCC BY、CC0他の互換性があるライセンス）の指定が求められ、権利を大幅に譲歩したフリーライセンスにするという規定がある。

### モニュメントの指定一覧
コンテスト対象の写真は「百科事典的」であることを考慮せねばならず、被写体は地元政府が選定したモニュメントに限定され、各国の委員会が運営陣に提出したリストに基づくことと決められている。撮影者はアップロードする写真に公式の識別子と地理座標系などのデータを添えるが、具体的には、モバイルアプリケーションを利用した通常のアップロードでは意識することのないデータであり、ウィキ・ラブ・モニュメントのウェブサイトや自分の情報の提供を求められる。指定モニュメントの情報を含め、政府のリストは年間を通じて改変され情報の更新に対応する形で調整されている。運営陣に提出するリストには、参加国の選定モニュメント一覧をその時点ごとに反映する必要がある。そこで参加国ごとに、ボランティアの手で時間をかけて提出リストを練り直し続けることになる。ただし、文化遺産に関する法律は管轄権によって一律ではないこと、一部の国では法的規制により、リスト公開や歴史的建造物の写真投稿がウィキペディアの定める規定と適合しないことが課題となる場合がある。

### データ整備
ウィキメディア・コモンズで投稿写真の解説や付帯情報の補足は、ほとんど歴史的建造物ファン（ボランティア）が手がける。並行して、固有識別子を手がかりに画像を正しいカテゴリに分類し直したり、新たに投稿された写真を既存のリストに記載したりする処理が行われる。熟練したボランティアは修正作業が必要な写真の選び出し、たとえば分類を訂正する対象にカテゴリ移動の指定をする処理を担当する。機械的なデータの一括処理はボットを使う。
実作業はボランティアが行い、その工程をこのページの挿絵（インフォグラフィックス）に示す（図を参照）。一連のコマは以下の流れを述べている。
- 風車の写真＝この挿絵の題名。
- モニュメントの情報は、信頼できる情報源を典拠として収集する。
- ウィキペディアンがウィキペディアのモニュメント一覧に書き込む。
- 荷物を運ぶ行列の図＝データの整理は、テンプレートを使う。
- 投稿写真の点数が「165,000」に達する。
- 虫眼鏡を描いたコマ＝投稿写真がモニュメント一覧に追加される仕掛けに言及。投稿者は、後述の#固有識別子をつけて投稿をアップロード。
- 黒いアイコンと飾り罫線のコマ＝erfgoedbot※は、新規もしくは更新情報としてウィキペディア上にモニュメント一覧が記載されると、投稿写真をその一覧と照らし合わせる。
  - （※オランダ語: erfgoedbotは、erfgoed（オランダ語）モニュメントとボット（bot）の造語）
- 地図入りのコマ＝ボランティアが被写体の説明を編集・翻訳する。作業はさまざまに伸展でき、他ツールへの登録（位置座標を手がかりに地図に記入）、あるいはスマートフォン片手に自分も投稿者になり、モニュメントを撮影しに行くなど。
- データベースと提携先のアイコンのコマ＝生成されたデータはウィキメディア・コモンズに保存され、共有の条件に従って再利用できる。モニュメントの情報を提供した機関に還元。
- 石畳の写真＝結び。

## 最優秀賞
以下に歴代のウィキ・ラブ・モニュメント最優秀賞受賞作を紹介する。
| 写真 | 受賞年 | 撮影者                   | 国・地域   | 詳細 |
| ---- | ------ | ------------------------ | ---------- | --- |
|      | 2010   | Rudolphous               | オランダ   | アムステルダム、ファイツェル通り31番地                                                                    |
|      | 2011   | Mihai Petre              | ルーマニア | 冬景色のキアジュナ修道院。ブカレスト郊外                                                                  |
|      | 2012   | Pranav Singh             | インド     | ニューデリー、サフダル・ジャング廟                                                                        |
|      | 2013   | David Gubler             | スイス     | ヴィーゼンとグラウビュンデン州 Filisur を結ぶヴィーゼン橋を通過するレーティッシュ鉄道Ge4/4 II形電気機関車 |
|      | 2014   | Konstantin Brizhnichenko | ウクライナ | ドネツク州スヴャトヒルシク町の生神女就寝スヴャトヒルシク大修道院                                          |
|      | 2015   | Marco Leiter             | ドイツ     | シュレースヴィヒ＝ホルシュタイン州のヴェスターヘーヴァー灯台                                              |
|      | 2016   | Ansgar Koreng            | ドイツ     | ベルリン地方裁判所のエントランスホール                                                                    |
|      | 2017   | Prashant Khatore         | インド     | プネーのカンドーバ寺院                                                                                    |
|      | 2018   | Alireza Akhaghi          | イラン     | エスファハーンのシェイフ・ロトフォッラー・モスク内陣                                                      |
|      | 2019   | Marian Naworski          | ポーランド | スタビシン（英語）の福音派教会の廃墟                                                                      |
|      | 2020   | Farzin Izaddoust dar     | イラン     | ソロール（英語）の聖ヨハネ教会                                                                            |
|      | 2021   | Donatas Dabravolskas     | ブラジル   | Real Gabinete Português de Leitura                                                                        |

## 固有識別子の役割
参加者がその時の所在地周辺で歴史的建造物を見つけ、固有識別子でウィキペディア上の指定リストに照会する作業を助けるために、投稿フォームからユーザーフレンドリーなウィキ・ラブ・モニュメントのウェブサイトにリンクしている。ウィキメディア財団はWLMウェブサイトの経費負担に加え、Android対応のWiki Loves Monumentsアプリを開発しており、iPhone版アプリの開発者はマイアデュモン社である。
WLMのウェブサイトやこれらのアプリの仕組みにより、写真に固有識別子を付ける工程が簡素化される。ほとんどの参加者はウィキペディアやウィキメディア・コモンズの初期からの寄稿者だが、写真にデータを添付する作業を自身で行うスキルがある人は少ない。ウィキペディアのテンプレートを使うと、参加者の写真アップロード時に固有識別子など提出用データが添付される。
例として、投稿写真に「Smedestraat 33, Haarlem」という題名を付けてオランダのWLMウェブサイトに投稿する場合、固有識別子は「19695」、また投稿用フォームを使うと、オランダ語版ウィキペディアにあるような画像の記述データを探すことができる。
| 説明                                              | 当初の用途? | 完成   | 建設者 | 場所               | 座標?                                                           | 番号? | 画像 |
| ------------------------------------------------- | ----------- | ------ | ------ | ------------------ | --------------------------------------------------------------- | ----- | ---- |
| 33番通り (ハールレム): 円形ブラインド窓に煉瓦の門 | 境界線標識  | 17世紀 |        | ハールレム33番通り | 北緯52度22分56秒 東経4度38分11秒 / 北緯52.38215度 東経4.63636度 | 19695 |      |

上記の例では、WLMコンテント期間にアップロードされた写真が既にあるが、もしだれも同じ被写体の写真を投稿していない場合には、以下のように写真欄に投稿を促す？マーク付きのアイコン「WLM easy upload link」が表示される:
| 説明                                              | 当初の用途? | 完成   | 建設者 | 場所               | 座標?                                                           | 番号? | 画像               |
| ------------------------------------------------- | ----------- | ------ | ------ | ------------------ | --------------------------------------------------------------- | ----- | ------------------ |
| 33番通り (ハールレム): 円形ブラインド窓に煉瓦の門 | 境界線標識  | 17世紀 |        | ハールレム33番通り | 北緯52度22分56秒 東経4度38分11秒 / 北緯52.38215度 東経4.63636度 | 19695 | 写真をアップロード |

アップロードのリンクをクリックすると、提出リストの固有識別子を引数に指定したその投稿専用のURLが作成され、コモンズ上のWLMキャンペーンページが開く。歴史的建造物愛好家は、この特設アップロードページを一年中、いつでも利用可能だが、コンテストの審査対象は、9月中の投稿写真に限定される。

## イベントが派生

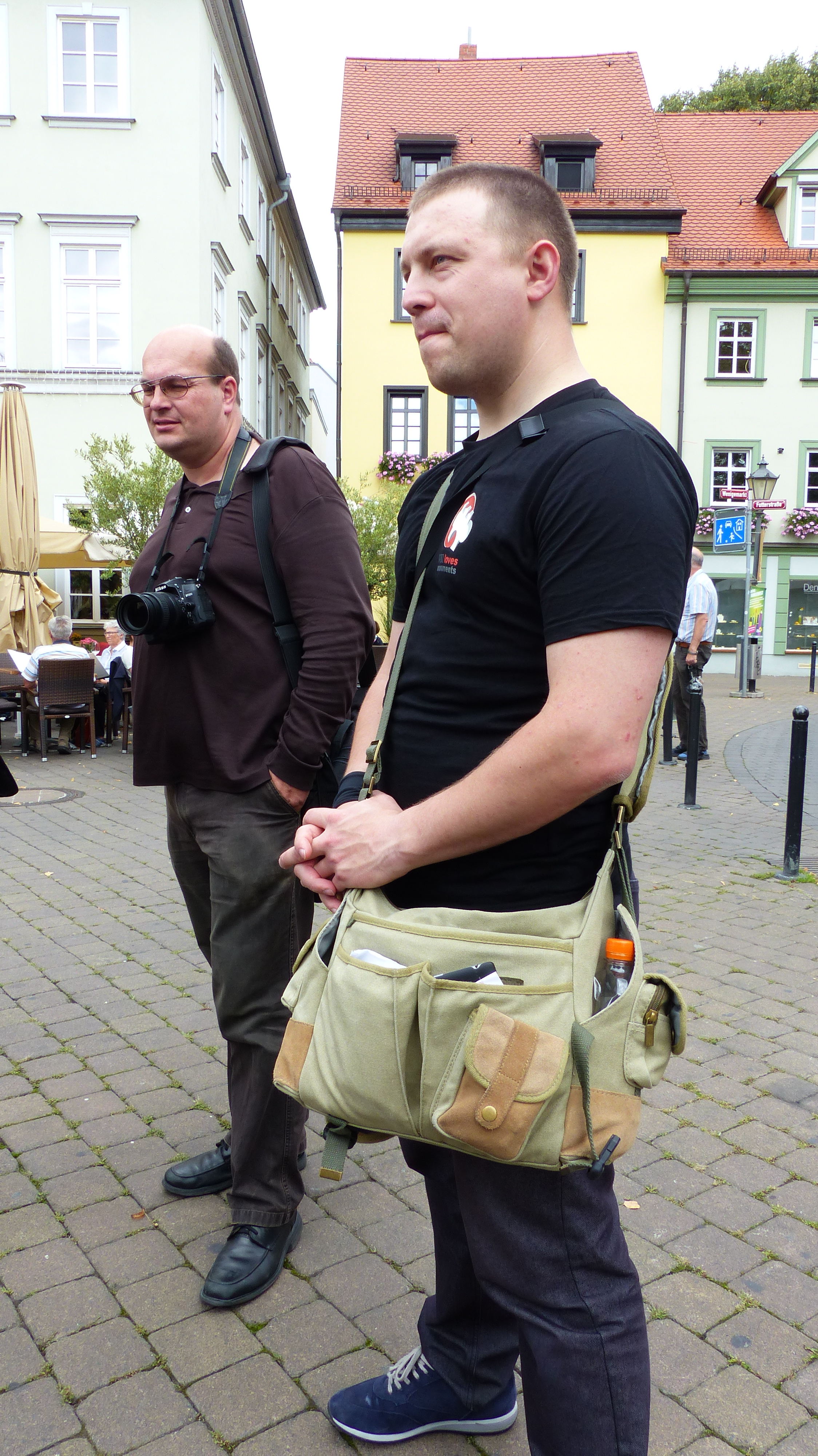
ドイツのエアフルトで開かれたウィキ・ラブ・モニュメントにもウィキペディアンが参加

ウィキメディア運動の内部で、ウィキ・ラブ・モニュメントに基づくイベントが複数派生し、以下に挙げたように、自国内あるいは国を超えた枠組みで実施されている。一般にはウィキ・ラブ・モニュメントの基本をなぞり、応用編としてイベントの範囲あるいは規定を変更しているケースが見られる。
- ウクライナ、2013年春。「Wiki Loves Earth」（英語） (ウクライナ語: Вікі любить Землю) と題してウクライナ国内の自然遺産に焦点を当てた写真コンテストを開催。応募作品の投稿先はウィキメディア・コモンズを指定[15][リンク切れ]。
- その2、3ヵ月後にはウィキメディア・スウェーデン協会が電子図書館ポータルヨーロピアナと提携してパブリックアートを写した写真を増やす趣旨で「Wiki Loves Public Art」写真コンテストを主催[16]。プロジェクトの参加国は5カ国を数え、応募作は9,250件に達した[17]。
- マケドニアが2013年秋に行った写真コンテストは文化遺産に着目した「Wiki Loves Cultural Heritage」 (マケドニア語: Вики го сака културното наследство) と題され、「ウィキ・ラブ・モニュメント」の対象範囲を拡大して、史跡や名所、遺産、食器や衣装類、タペストリーや工芸品、さらに踊りその他の伝統文化の要素を含む、有形および無形の文化遺産を題材にした作品を募った[18]。